# ريتشموند (كاليفورنيا)

موقع ريتشموند من مقاطعة كونترا كوستا، كاليفورنيا

ريتشموند (بالإنجليزية: Richmond)‏ مدينة بمقاطعة كونترا كوستا، كاليفورنيا، الولايات المتحدة الأمريكية.

## التركيبة السكانية
حدّد مكتب تعداد الولايات المتحدة بيانات التركيبة السكانية لريتشموند في تعداد الولايات المتحدة. في ما يلي، التركيبة السكانية حسب تعدادي 2000 و2010.

### تعداد عام 2000
بلغ عدد سكان ريتشموند 99,216 نسمة بحسب تعداد عام 2000، وبلغ عدد الأسر 34,625 أسرة وعدد العائلات 23,042 عائلة مقيمة في المدينة. في حين سجلت الكثافة السكانية 729.5 نسمة لكل كيلومتر مربع (1,889.4/ميل2). وبلغ عدد الوحدات السكنية 36,044 وحدة بمتوسط كثافة قدره 265 لكل كيلومتر مربع (686.3/ميل2).
وتوزع التركيب العرقي للمدينة بنسبة 31.36% من البيض و36.06% من الأمريكيين الأفارقة و0.64% من الأمريكيين الأصليين و12.29% من الأمريكيين ذوي الأصول الآسيوية و0.50% من سكان جزر المحيط الهادئ و13.86% من الأعراق الأخرى و5.27% من عرقين مختلطين أو أكثر و26.53% من الهسبانيون أو اللاتينيون من أي عرق.
بلغ عدد الأسر 34,625 أسرة كانت نسبة 40% منها لديها أطفال تحت سن الثامنة عشر تعيش معهم، وبلغت نسبة الأزواج القاطنين مع بعضهم البعض 40.5% من أصل المجموع الكلي للأسر، ونسبة 20.1% من الأسر كان لديها معيلات من الإناث دون وجود شريك،  بينما كانت نسبة 6% من الأسر لديها معيلون من الذكور دون وجود شريكة وكانت نسبة 33.5% من غير العائلات. تألفت نسبة 26.2% من أصل جميع الأسر من عدة أفراد يعيشون في نفس المنزل ونسبة 7.4% كانت تتألف من شخص يعيش بمفرده يبلغ من العمر 65 عاماً أو أكثر. وبلغ متوسط حجم الأسرة المعيشية 2.82، أما متوسط حجم العائلات فبلغ 3.44.
بلغ العمر الوسطي للسكان 32.8 عاماً. وكانت نسبة 27.6% من القاطنين تحت سن الثامنة عشر، وكانت نسبة 9.7% بين الثامنة عشر والرابعة والعشرين عاماً، ونسبة 30.6% كانت واقعةً في الفئة العمرية ما بين الخامسة والعشرين والرابعة والأربعين عاماً، ونسبة 20.9% كانت ما بين الخامسة والأربعين والرابعة والستين، ونسبة 9.6% كانت ضمن فئة الخامسة والستين عاماً فما فوق. يوجد لكل 100 أنثى 93.5 ذكر، ويوجد لكل 100 أنثى في الثامنة عشر من عمرها فما فوق 89.7 ذكر.
بلغ متوسط دخل الأسرة في المدينة 44,210 دولارًا، أما متوسط دخل العائلة فبلغ 46,659 دولارًا. وكان متوسط دخل الذكور 37,389 دولارًا مقابل 34,204 دولارًا للإناث. وسجل دخل الفرد الخاص بالمدينة 19,788 دولارًا. وكانت نسبة 13.4% من العائلات ونسبة 16.2% من السكان تحت خط الفقر، وكان من هؤلاء نسبة 23.4% تحت سن الثامنة عشر ونسبة 11.8% في الخامسة والستين من العمر وما فوق.

### تعداد عام 2010
بلغ عدد سكان ريتشموند 103,701 نسمة بحسب تعداد عام 2010، وبلغ عدد الأسر 36,093 أسرة وعدد العائلات 24,018 عائلة مقيمة في المدينة. في حين سجلت الكثافة السكانية 762.5 نسمة لكل كيلومتر مربع (1,974.9/ميل2). وبلغ عدد الوحدات السكنية 39,328 وحدة بمتوسط كثافة قدره 289.2 لكل كيلومتر مربع (749.0/ميل2).
وتوزع التركيب العرقي للمدينة بنسبة 31.43% من البيض و26.56% من الأمريكيين الأفارقة و0.64% من الأمريكيين الأصليين و13.48% من الأمريكيين ذوي الأصول الآسيوية و0.52% من سكان جزر المحيط الهادئ و21.77% من الأعراق الأخرى و5.61% من عرقين مختلطين أو أكثر و39.46% من الهسبانيون أو اللاتينيون من أي عرق.
بلغ عدد الأسر 36,093 أسرة كانت نسبة 37.4% منها لديها أطفال تحت سن الثامنة عشر تعيش معهم، وبلغت نسبة الأزواج القاطنين مع بعضهم البعض 40.2% من أصل المجموع الكلي للأسر، ونسبة 19.2% من الأسر كان لديها معيلات من الإناث دون وجود شريك،  بينما كانت نسبة 7.2% من الأسر لديها معيلون من الذكور دون وجود شريكة وكانت نسبة 33.5% من غير العائلات. تألفت نسبة 26.4% من أصل جميع الأسر من عدة أفراد يعيشون في نفس المنزل ونسبة 7.5% كانت تتألف من شخص يعيش بمفرده يبلغ من العمر 65 عاماً أو أكثر. وبلغ متوسط حجم الأسرة المعيشية 2.83، أما متوسط حجم العائلات فبلغ 3.43.
بلغ العمر الوسطي للسكان 34.8 عاماً. وكانت نسبة 24.9% من القاطنين تحت سن الثامنة عشر، وكانت نسبة 10% بين الثامنة عشر والرابعة والعشرين عاماً، ونسبة 29.7% كانت واقعةً في الفئة العمرية ما بين الخامسة والعشرين والرابعة والأربعين عاماً، ونسبة 25.2% كانت ما بين الخامسة والأربعين والرابعة والستين، ونسبة 10.2% كانت ضمن فئة الخامسة والستين عاماً فما فوق. وتوزع التركيب الجنسي للسكان بنسبة 48.7% ذكور و51.3% إناث.

## المناخ
يظهر الجدول التالي التغييرات المناخية على مدار السنة لريتشموند:
| البيانات المناخية لـريتشموند        | البيانات المناخية لـريتشموند | البيانات المناخية لـريتشموند | البيانات المناخية لـريتشموند | البيانات المناخية لـريتشموند | البيانات المناخية لـريتشموند | البيانات المناخية لـريتشموند | البيانات المناخية لـريتشموند | البيانات المناخية لـريتشموند | البيانات المناخية لـريتشموند | البيانات المناخية لـريتشموند | البيانات المناخية لـريتشموند | البيانات المناخية لـريتشموند | البيانات المناخية لـريتشموند |
| الشهر                               | يناير                        | فبراير                       | مارس                         | أبريل                        | مايو                         | يونيو                        | يوليو                        | أغسطس                        | سبتمبر                       | أكتوبر                       | نوفمبر                       | ديسمبر                       | المعدل السنوي                |
| ----------------------------------- | ---------------------------- | ---------------------------- | ---------------------------- | ---------------------------- | ---------------------------- | ---------------------------- | ---------------------------- | ---------------------------- | ---------------------------- | ---------------------------- | ---------------------------- | ---------------------------- | ---------------------------- |
| متوسط درجة الحرارة الكبرى °ف (°م)   | 57.6 (14.2)                  | 61.1 (16.2)                  | 64.2 (17.9)                  | 66.8 (19.3)                  | 69.1 (20.6)                  | 72.1 (22.3)                  | 71.5 (21.9)                  | 72.3 (22.4)                  | 74.4 (23.6)                  | 72.1 (22.3)                  | 64.6 (18.1)                  | 57.7 (14.3)                  | 67.0 (19.4)                  |
| متوسط درجة الحرارة الصغرى °ف (°م)   | 43.5 (6.4)                   | 45.9 (7.7)                   | 47.5 (8.6)                   | 49.4 (9.7)                   | 52.2 (11.2)                  | 54.6 (12.6)                  | 55.7 (13.2)                  | 56.3 (13.5)                  | 56.3 (13.5)                  | 53.6 (12.0)                  | 48.8 (9.3)                   | 43.9 (6.6)                   | 50.6 (10.4)                  |
| الهطول إنش (مم)                     | 4.79 (122)                   | 4.64 (118)                   | 3.45 (88)                    | 1.60 (41)                    | 0.77 (20)                    | 0.21 (5.3)                   | 0 (0)                        | 0.06 (1.5)                   | 0.17 (4.3)                   | 1.36 (35)                    | 3.19 (81)                    | 4.55 (116)                   | 24.80 (630)                  |
| متوسط أيام هطول الأمطار (≥ 0.01 in) | 10.5                         | 10.0                         | 9.3                          | 5.3                          | 3.1                          | 0.9                          | 0.1                          | 0.2                          | 1.2                          | 3.3                          | 7.3                          | 9.4                          | 60.6                         |
| المصدر: NOAA                        |                              |                              |                              |                              |                              |                              |                              |                              |                              |                              |                              |                              |                              |

## معرض صور

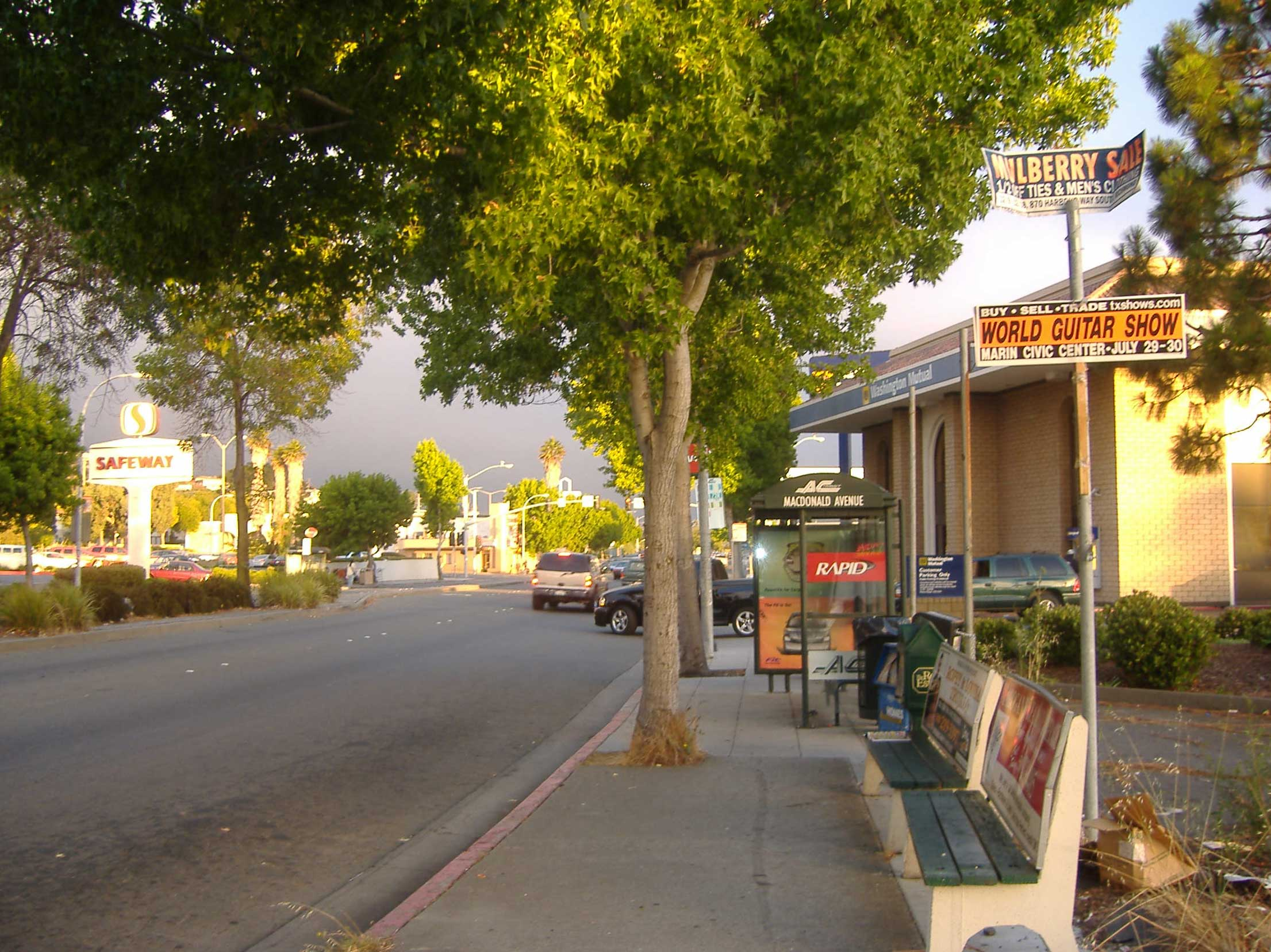
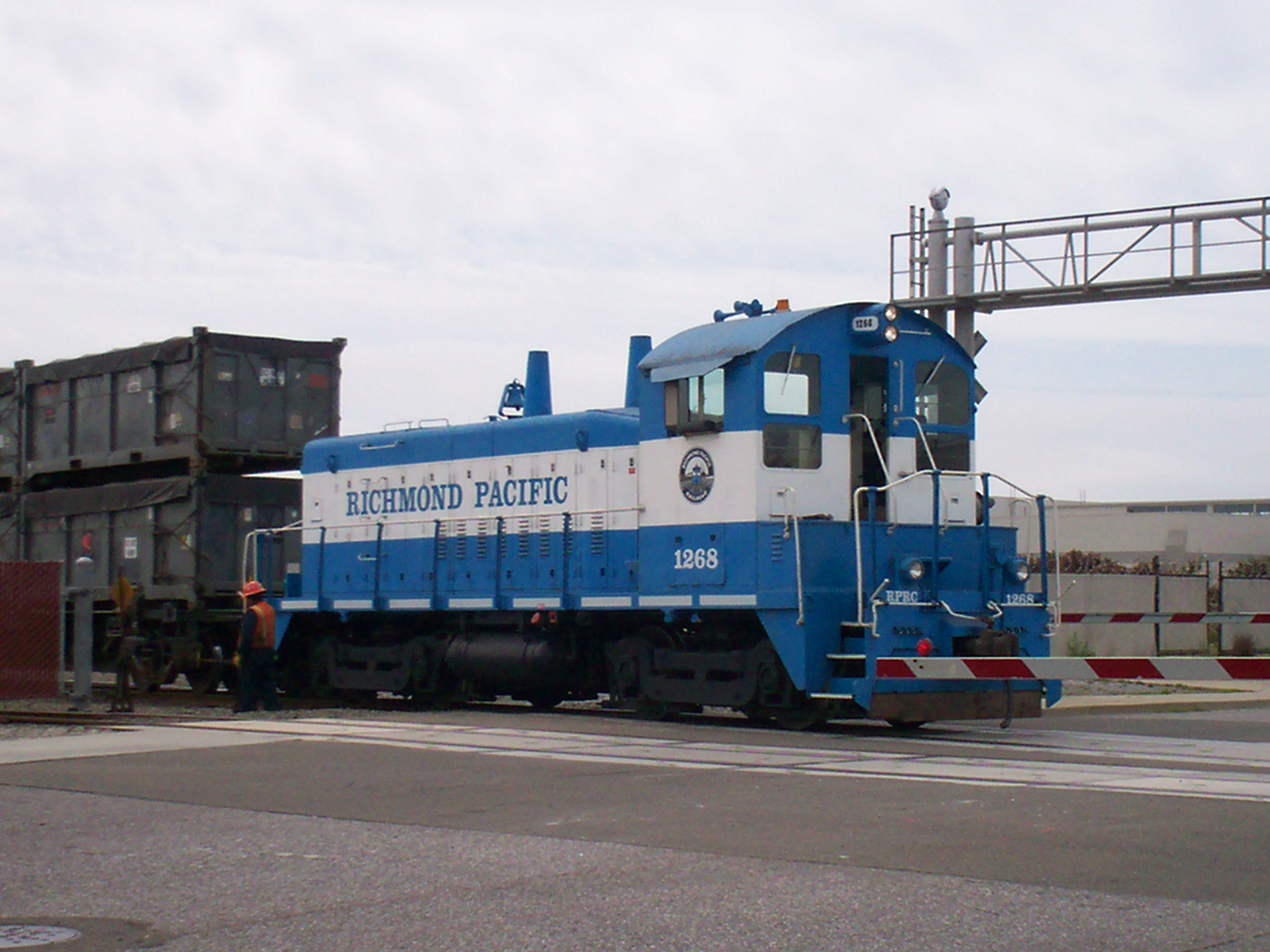
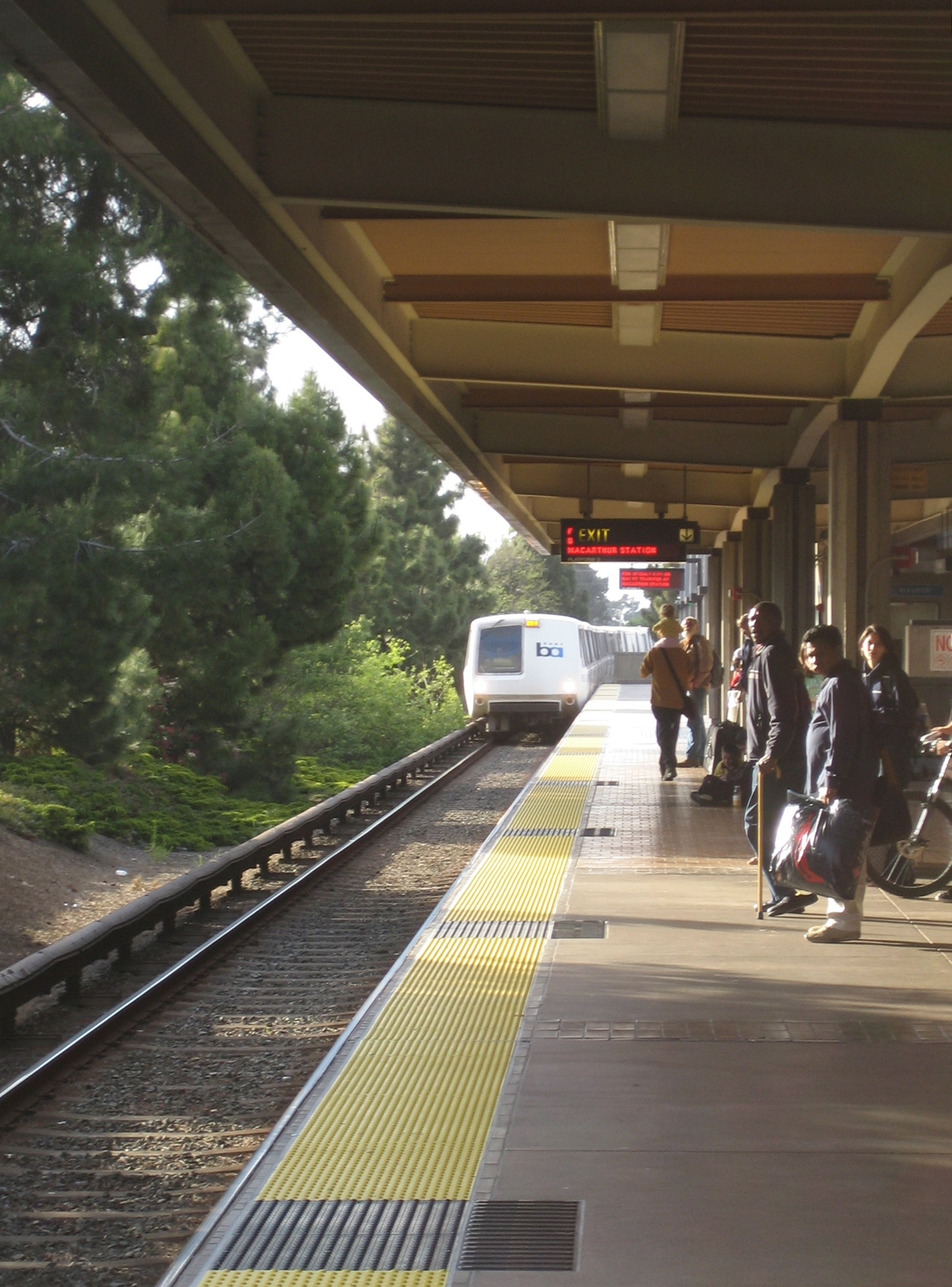
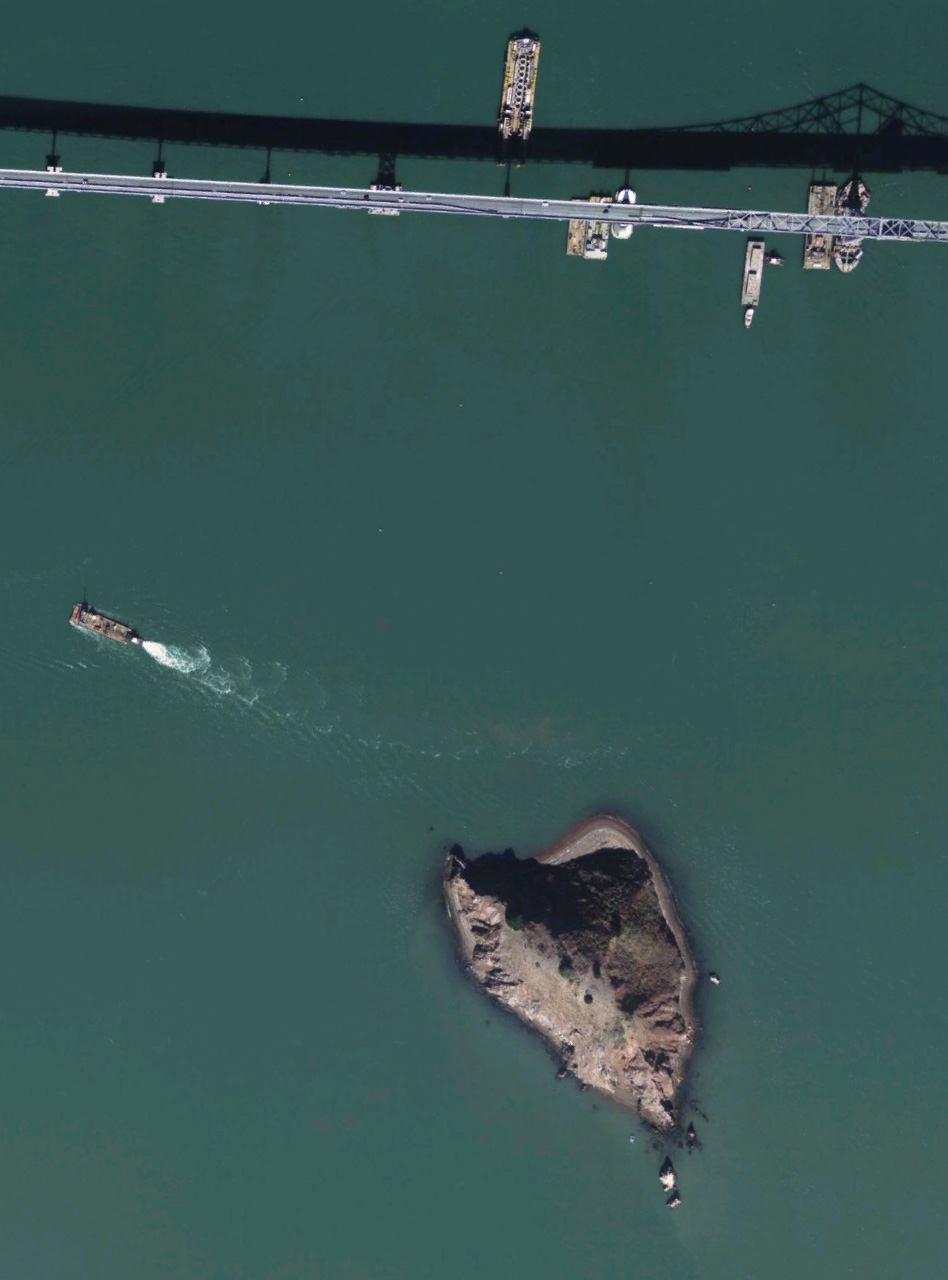

## أعلام
- كيد باتلر
- جلين بلامر
- ليلاند كونينغهام
- غاري هولت
- ليه كلايبول
- جورج ميلر
- راسيل كريستوفر
- بوب غلين
- جايسون بيكر
- ألبرت وايت